# گیرسو

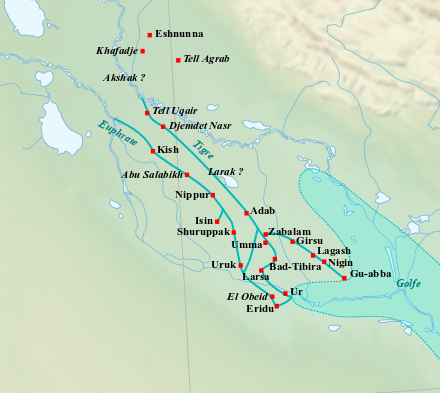
نمایی از محل شهر باستانی گیرسو در نقشهٔ سومر. (ردیف سمت راست، از پایین به بالا، چهارمین شهر Girsu)

گیرسو نام شهری باستانی در سومر باستان است که امروزه در منطقۀ تل لوح در استان ذی‌قار عراق و ۲۵ کیلومتری شمال غرب لاگاش واقع شده.

## تاریخچه
گیرسو احتمالاً در دورۀ عبید (۵۳۰۰ تا ۴۸۰۰ پ.م.) مسکونی شده اما نشو و نمای آن در دورۀ دودمانی ابتدایی میانرودان رخ داده است. این شهر در زمان گوده‌آ در دودمان دوم لاگاش به عنوان پایتخت لاگاش انتخاب شد و حتی بعد از آن که قدرت سیاسی به شهر لاگاش منتقل شد به عنوان مرکز دینی این پادشاهی باقی ماند. گیرسو در دورۀ سوم اور شهر اداری مهمی در امپراتوری به شمار می‌رفت. پس از سقوط اور، این شهر اهمیت خود را از دست داد ولی مردم تا سال ۲۰۰ پیش از میلاد همچنان در آن زندگی می‌کردند.